# ماجاروفو

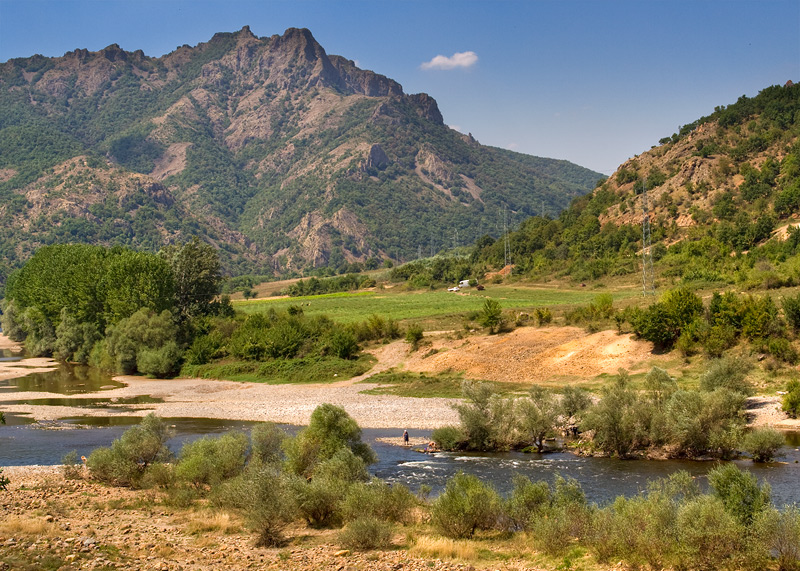
ماجاروفو

ماجاروفو شهری در استان خاسکوو کشور بلغارستان است که جمعیت آن در سال ۲۰۰۱ میلادی ۶۹۶ نفر بوده‌است.